# Iñaki Muñoz
Iñaki Muñoz Oroz (Pamplona, 2 luglio 1978) è un ex calciatore spagnolo, di ruolo centrocampista.

## Carriera
Ha iniziato a giocare a calcio nelle giovanili e nella squadra B dell'Osasuna, fino a che, nel 1999, è entrato a far parte della prima squadra. Ha fatto il suo debutto nella seconda divisione spagnola (la Segunda División) nella stagione 1999-2000. Un anno più tardi, nella stagione 2000-2001, è stato assegnato al Toledo, che disputava sempre la Segunda División, dove ha giocato 32 partite siglando 3 reti. Dopo aver meritato il posto di titolare torna all'Osasuna, dove ha disputato le seguenti sei stagioni in Primera División, la prima divisione spagnola.
Nell'estate del 2007 approda all'Athletic Club di Bilbao, dove milita per tre stagioni, per passare prima al Cartagena e poi al Salamanca.